# Campeonato da Europa de Atletismo de 2016 - 400 m com barreiras masculino
A prova dos 400 metros com barreiras masculino do Campeonato da Europa de Atletismo de 2016 foi disputada entre os dias 6 e 8 de julho de 2016 no Estádio Olímpico de Amsterdã em Amesterdão,  nos Países Baixos. 

## Recordes
Antes desta competição, os recordes mundiais e do campeonato nesta prova eram os seguintes:
|                       | Nome             | Nacionalidade      | Tempo | Local     | Data                  |
| --------------------- | ---------------- | ------------------ | ----- | --------- | --------------------- |
| Recorde mundial       | Kevin Young      | Estados Unidos     | 46s78 | Barcelona | 6 de agosto de 1992   |
| Recorde do campeonato | Harald Schmid    | Alemanha Ocidental | 47s48 | Atenas    | 8 de setembro de 1982 |
| Recorde europeu       | Stéphane Diagana | França             | 47s37 | Lausana   | 5 de julho de 1995    |

## Medalhistas
| Ouro                  | Prata                  | Bronze               |
| Yasmani Copello (TUR) | Sergio Fernández (ESP) | Kariem Hussein (SUI) |

## Cronograma
Todos os horários são locais (UTC+2).
| Data       | Hora  | Evento    |
| ---------- | ----- | --------- |
| 6 de julho | 17:05 | Bateria   |
| 7 de julho | 16:15 | Semifinal |
| 8 de julho | 19:40 | Final     |

## Resultados

### Bateria
Qualificação: 2 atletas de cada bateria (Q) mais os 4 melhores qualificados (q).
| Posição | Bateria | Raia | Atleta              | Nacionalidade | Tempo | Notas |
| ------- | ------- | ---- | ------------------- | ------------- | ----- | ----- |
| 1       | 4       | 7    | Martin Kučera       | Eslováquia    | 49.56 | Q,    |
| 2       | 1       | 8    | Thomas Barr         | Irlanda       | 50.17 | Q,    |
| 3       | 2       | 2    | Tobias Giehl        | Alemanha      | 50.30 | Q     |
| 4       | 4       | 6    | Oskari Mörö         | Finlândia     | 50.37 | Q     |
| 5       | 1       | 4    | Jaak-Heinrich Jagor | Estónia       | 50.54 | Q     |
| 6       | 4       | 8    | Stanislav Melnykov  | Ucrânia       | 50.57 | q,    |
| 7       | 1       | 7    | Robert Bryliński    | Polónia       | 50.74 | q     |
| 8       | 1       | 5    | Vít Müller          | Chéquia       | 50.80 | q     |
| 9       | 4       | 5    | Michal Brož         | Chéquia       | 50.83 | q     |
| 10      | 3       | 6    | Patryk Adamczyk     | Polónia       | 51.00 | Q     |
| 11      | 1       | 6    | Øyvind Kjerpeset    | Noruega       | 51.05 |       |
| 12      | 3       | 7    | Mario Lambrughi     | Itália        | 51.06 | Q     |
| 13      | 3       | 5    | Felix Franz         | Alemanha      | 51.21 |       |
| 14      | 2       | 6    | Mattia Contini      | Itália        | 51.26 | Q     |
| 14      | 4       | 3    | Janis Baltušs       | Letônia       | 51.26 |       |
| 16      | 3       | 8    | Tibor Koroknai      | Hungria       | 51.32 |       |
| 17      | 2       | 3    | Nicolai Hartling    | Dinamarca     | 51.49 |       |
| 18      | 1       | 2    | Denys Nechyporenko  | Ucrânia       | 51.53 |       |
| 19      | 1       | 3    | Dany Brand          | Suíça         | 51.60 |       |
| 20      | 3       | 4    | Dominik Hufnagl     | Áustria       | 51.88 |       |
| 21      | 3       | 2    | Javier Delgado      | Espanha       | 52.15 |       |
| 22      | 3       | 3    | Jussi Kanervo       | Finlândia     | 52.35 |       |
| 23      | 4       | 2    | Maor Szeged         | Israel        | 52.52 |       |
| 24      | 2       | 5    | Paul Byrne          | Irlanda       | 53.12 |       |
| 25      | 4       | 4    | Jakub Smoliński     | Polónia       | 53.27 |       |
| 26      | 2       | 7    | Arnaud Ghislain     | Bélgica       | 53.65 |       |
| 27      | 2       | 4    | Anatoliy Synyanskyy | Ucrânia       | DNF   |       |

### Semifinal
Qualificação: 2 atletas de cada bateria (Q) mais os 2 melhores qualificados (q). 
| Posição | Bateria | Raia | Atleta                  | Nacionalidade | Tempo | Notas                |
| ------- | ------- | ---- | ----------------------- | ------------- | ----- | -------------------- |
| 1       | 2       | 5    | Yasmani Copello*        | Turquia       | 48.42 | Q,                   |
| 2       | 1       | 3    | Karsten Warholm*        | Noruega       | 48.84 | Q,                   |
| 3       | 1       | 5    | Kariem Hussein*         | Suíça         | 48.87 | Q,                   |
| 4       | 1       | 6    | Jack Green*             | Grã-Bretanha  | 48.98 | q,                   |
| 5       | 1       | 4    | Martin Kučera           | Eslováquia    | 49.08 | q,                   |
| 6       | 3       | 5    | Sergio Fernández*       | Espanha       | 49.20 | Q                    |
| 7       | 2       | 3    | Rhys Williams*          | Grã-Bretanha  | 49.22 | Q, =                 |
| 8       | 2       | 4    | Mamadou Kasse Hann*     | França        | 49.28 |                      |
| 9       | 3       | 3    | Oskari Mörö             | Finlândia     | 49.37 | Q,                   |
| 10      | 1       | 8    | Tobias Giehl            | Alemanha      | 49.50 | Recorde pessoal      |
| 10      | 3       | 6    | Rasmus Mägi*            | Estónia       | 49.50 |                      |
| 12      | 2       | 2    | Mario Lambrughi         | Itália        | 49.60 | Recorde pessoal      |
| 13      | 2       | 7    | Jaak-Heinrich Jagor     | Estónia       | 49.65 | Recorde da temporada |
| 14      | 3       | 4    | Tom Burton*             | Grã-Bretanha  | 49.71 |                      |
| 15      | 2       | 8    | Michaël Bultheel*       | Bélgica       | 49.72 |                      |
| 16      | 1       | 7    | José Reynaldo Bencosme* | Itália        | 49.77 |                      |
| 17      | 3       | 2    | Thomas Barr             | Irlanda       | 50.09 | Recorde da temporada |
| 18      | 1       | 1    | Patryk Adamczyk         | Polónia       | 50.12 | Recorde pessoal      |
| 19      | 3       | 7    | Robert Bryliński        | Polónia       | 50.42 |                      |
| 20      | 1       | 2    | Vít Müller              | Chéquia       | 50.70 |                      |
| 21      | 3       | 8    | Mattia Contini          | Itália        | 50.78 |                      |
| 22      | 3       | 1    | Michal Brož             | Chéquia       | 50.85 |                      |
| 23      | 2       | 1    | Stanislav Melnykov      | Ucrânia       | 51.06 |                      |
| 24      | 2       | 6    | Mark Ujakpor*           | Espanha       | DNF   |                      |

*Atletas que entraram direto nas  semifinais

### Final
| Posição           | Raia | Atleta           | Nacionalidade | Tempo | Notas                |
| ----------------- | ---- | ---------------- | ------------- | ----- | -------------------- |
| Medalha de ouro   | 6    | Yasmani Copello  | Turquia       | 48.98 |                      |
| Medalha de prata  | 5    | Sergio Fernández | Espanha       | 49.06 |                      |
| Medalha de bronze | 3    | Kariem Hussein   | Suíça         | 49.10 |                      |
| 4                 | 7    | Oskari Mörö      | Finlândia     | 49.24 | Recorde da temporada |
| 5                 | 8    | Rhys Williams    | Grã-Bretanha  | 49.63 |                      |
| 6                 | 4    | Karsten Warholm  | Noruega       | 49.82 |                      |
| 7                 | 1    | Martin Kučera    | Eslováquia    | 49.82 |                      |
| 8                 | 2    | Jack Green       | Grã-Bretanha  | DNF   |                      |

Legenda
| Recorde mundial       | Recorde mundial (World record)               |                       | Recorde africano                      | Recorde africano (African) |                                           | Q | Classificado por posição (Qualified) |
| Recorde do campeonato | Recorde do campeonato (Championship record)  | Recorde da América    | Recorde da América (Americas)         | q                          | Classificado por melhor tempo (Qualified) |   |                                      |
| Melhor marca do ano   | Melhor marca do ano (World leading)          | Recorde asiático      | Recorde asiático (Asian)              | DNS                        | Não largou (Did not start)                |   |                                      |
| Recorde nacional      | Recorde nacional (National record)           | Recorde europeu       | Recorde europeu (European)            | DNF                        | Não terminou (Did not finish)             |   |                                      |
| Recorde pessoal       | Recorde pessoal do atleta (Personal best)    | Recorde da Oceania    | Recorde da Oceania (Oceania)          | DSQ / DQ                   | Desclassificado (Disqualified)            |   |                                      |
| Recorde da temporada  | Recorde da temporada do atleta (Season best) | Recorde sul-americano | Recorde sul-americano (South America) | NM                         | Sem marca (No mark)                       |   |                                      |